# Berzdorfer See
De Berzdorfer See is een groot kunstmatig recreatiemeer in de Duitse deelstaat Saksen (Landkreis Görlitz), gebouwd in de periode 2002 tot 2013.
Het meer ligt ten zuiden van de stad Görlitz en is een van de grootste meren in Saksen. De naam komt van de naastgelegen gemeente Schönau-Berzdorf auf dem Eigen. De wüstung Deutsch Ossig is nu een haven voor zeilboten geworden.

## Bruinkool
Het meer is ontstaan uit de dagbouw Berzdorf als project van LMBV. Rond het jaar 1835 begon ten zuiden van Görlitz de ontginning van bruinkool, toen nog in ondergrondse schachten. In 1919 werd dit omgezet in dagbouw. Deze mijnbouw werd gestopt in december 1997, toen ook de bruinkoolcentrale van Hagenwerder werd stilgelegd. Dagbouw Berzdorf lag in het gebied dat bekendstaat als de "Zwarte Driehoek" of specifieker op de grens van Oberlausitzer Bergbaurevier en Lausitzer Braunkohlerevier.

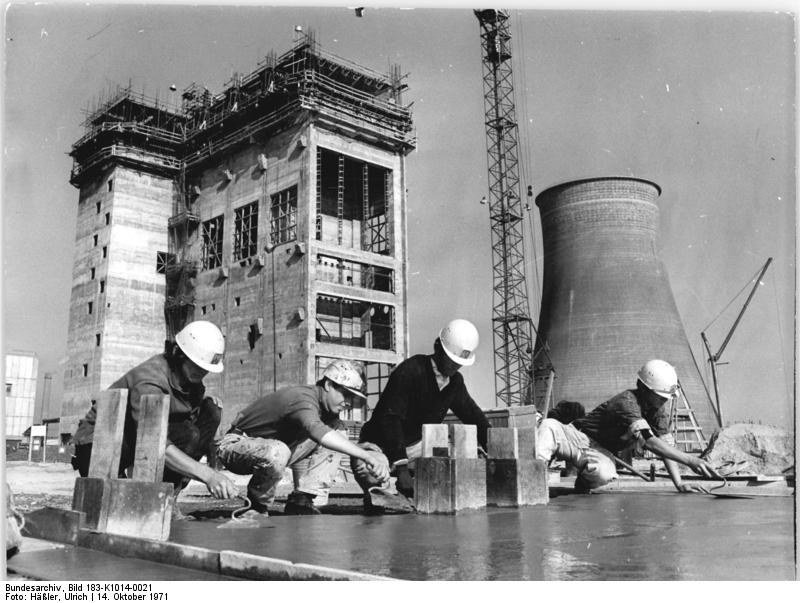
bruinkoolcentrale van Hagenwerder in 1971

## Recreatiegebied
Toen in 2002 werd begonnen met het vullen van de mijngroeve met water uit de Pließnitz, is ook een start gemaakt met de inrichting van een recreatiegebied. Op de zuidelijke oever ligt een jachthaven met een 150 meter lange kademuur. Op de westelijke oever staat een meer dan twintig meter hoge uitkijktoren op de Neuberzdorfer Höhe.